# Pycnogonum crassirostris
Pycnogonum crassirostris är en havsspindelart som beskrevs av Georg Ossian Sars 1888. Pycnogonum crassirostris ingår i släktet Pycnogonum, och familjen Pycnogonidae. Arten har ej påträffats i Sverige.